# Salvador Zubirán Anchondo
Salvador Zubirán Anchondo (* 23. Dezember 1898 in Cusihuiriachi/Chihuahua; † 10. Juni 1998) war ein bedeutender mexikanischer Mediziner und Ernährungswissenschaftler.

## Biografie
Zubirán, Sohn von José María Zubirán und María Anchondo, absolvierte ab 1913 die Hochschulreife an der Escuela Nacional Preparatoria. 1915 begann er das Medizinstudium an der Escuela Nacional de Medicina der Universidad Nacional de México (spätere UNAM) und wurde im April 1923 Chirurg. Von 1924 bis 1925 studierte er an der Harvard University.

### Lehrtätigkeiten
An der Escuela Nacional de Medicina lehrte er als Professor von 1925 bis 1927 Therapeutik, von 1928 bis 1933  Medizinisch-klinische Propädeutik und von 1934 bis 1945 Klinische Medizin. Nachdem die Hochschule die medizinische Fakultät der UNAM wurde, lehrte er an dieser noch bis 1966 und war seit 1967 emeritierter Professor der medizinischen Fakultät.

### Öffentliche Ämter
Er hatte mehrere öffentliche Ämter inne, war von 1931 bis 1934 Leiter des Departements für Lebensmittel und Getränke im Gesundheitsamt, war von 1935 bis 1937 Angehöriger der Studienkommission des Bundespräsidiums (Presidencia de la República), 1937 Leiter des autonomen Departements für Sozial- und Kinderfürsorge (Departamento Autónomo de Asistencia Social e Infantil), im Gesundheitsministerium (heute Secretaría de Salud) 1938 bis 1939 Betriebsbeauftragter und von 1940 bis 1943 Untersekretär für Subsecretario de Sozialarbeit. Ab 1943 war er Stiftungssprecher des Instituto Nacional de Cardiología. Zubirán gründete 1946 das nationale Ernährungsinstitut Instituto Nacional de la Nutrición das seinen Namen heute trägt und dessen Direktor er bis 1980 war. 1946 wurde er Präsident der Academia Nacional de Medicina. Von 1946 bis 1948 war er Rektor der UNAM und dort auch von 1958 bis 1962 im Universitätsregierungsrat. Von 1964 bis 1980 gehörte er dem Hauptgesundheitsrat (Consejo de Salubridad General) an und war dort später von 1983 bis 1988 auch emeritierter Berater. Von 1970 bis 1982 war er Sprecher für das nationale Unterhaltsprogramm des Consejo Nacional de Ciencia y Tecnología und von 1983 bis 1991 Berater des Gesundheitsministeriums. Ferner war er Präsident des sechsten panamerikanischen Kongresses für Endokrinologie, Gründer und Ehrenpräsident der Sociedad Mexicana de Nutrición y Endocrinología, Präsident des neunten internationalen Ernährungskongresses und Ehrenpräsident der Medizinervereinigung des Instituto Nacional de la Nutrición.
Er war seit 1967 Ehrenmitglied der Academia Nacional de Medicina, Ehrenmitglied der Sociedad Colombiana de Gastroenterología, der Sociedad de Gastroenterología del Uruguay, der Sociedad Peruana de Endocrinología und Präsident der Sociedad Mexicana de Geografía y Estadística.
Zubirán gehörte verschiedensten wissenschaftlichen Vereinigungen an, war von 1961 bis 1967 Gouverneur der mexikanischen Delegation des American College of Physicians, war Mitglied des Expertenkomitees der Weltgesundheitsorganisation (WHO) für die Fachbereiche Ernährung sowie Diabetes, war Mitglied des Beraterkomitees für medizinische Forschung der Organización Panamericana de la Salud und Mitglied im Exekutivkomitee des Population Council. Zudem war er in der Asociación Mexicana de Gastroenterología, in der American Diabetes Association und in der American Gastroenterological Association.
Nach ihm ist unter anderem das Instituto Nacional de Ciencias Médicas y Nutrición Salvador Zubirán (INCMNSZ, INNSZ) benannt.

## Auszeichnungen
- 1968: Nationaler Wissenschaftspreis
- Diplom und Ehrenmedaille des Hospital Peter Bent Brigham der Harvard University
- Nationaler Verdienstorden Stufe „Comendador“, Ecuador
- Ehrendoktorwürde der UNAM
- Ehrendiplom der Universidad Autónoma de Nuevo León
- „Profesor Emérito“-Diplom der medizinischen Fakultät der Universidad de Yucatán
- Ehrenmeisterdiplom der medizinischen Fakultät „Doctor Ignacio Chávez“ der Universidad Michoacana de San Nicolás de Hidalgo
- Ehrendoktorwürde der Universidad Autónoma del Estado de Puebla
- „Francisco Hernández“-Verdienstorden der Pan American Federation of Associations of Medical Schools (PAFAMS)
- „Dr. Eduardo Liceaga“-Preis des Hauptgesundheitsrates
- Ehrenberater der Fundación Mexicana para la Salud
- Ehrendoktorwürde der Universidad Autónoma de Chihuahua
- 1986: Medalla Belisario Domínguez del Senado de la República
- 1995:  „General Angel Trías Alvarez“-Medaille Stufe „Chihuahuense“ der Benemérita Sociedad Chihuahuense de Estudios Históricos
- Ehrendiplom für die wissenschaftlichen Verdienste im Dienste des Vaterlandes und der Gesundheit
- 1995 „Mérito Médico“-Titel (dt.: Verdienter Mediziner), verliehen vom mexikanischen Präsidenten